# Parlamentswahl in Pakistan 1985
Die Parlamentswahlen in Pakistan 1985 fanden am 25. und 28. Februar 1985 statt. Es wurden die Mitglieder der Nationalversammlung und des Senats gewählt. Zia ul Haq legte fest, dass keine Parteien für die Wahlen zugelassen werden sollten. Die Wahlbeteiligung lag bei 52,93 %

## Hintergrund
Zia ul Haq geriet Anfang der 1980er innenpolitischen zunehmend unter Druck, den Nusrat Bhutto und Benazir Bhutto beklagten nach ihrer Entlassung aus dem Gefängnis 1982 und 1984 auf Auslandsreisen in den USA und in England Menschenrechtsverletzungen durch die Militärregierung von Zia ul Haq. Sie gaben weiter an, dass Zia ul Haq nicht darauf vorbereitet war, die Demokratie in Pakistan wiederherzustellen.
Zia ul Haq versuchte die Demokratie in Pakistan wiederherzustellen. Er hielt lokale Wahlen ab.  Die lokalen Wahlen verliefen erfolgreich und Zia ul Haq wollte die Wahlen auch auf nationaler Ebene abhalten. Zia ul Haq gab bekannt, die Wahlen 1985 abzuhalten, jedoch ohne Parteien zuzulassen. Zia ul Haq wollte durch die Wahlen 1985 erreichen, dass nur Kandidaten ins Parlament einziehen, die ihm folgen würden. Einige Parteien lehnte die Teilnahme an den Wahlen aber ab. Zia ul Haq versuchte weiterhin durch Gesetze die Parteien zu schwächen.

## Wahlkampf
Es nahmen insgesamt 1300 Kandidaten an der Wahl teil. Im Vorfeld der Wahlen gab Zia ul Haq bekannt, dass es den Kandidaten verboten werde, Wahlkampf im TV und Radio zu führen. Die Kandidaten durften auch nicht auf öffentlichen Veranstaltungen auftreten. Die Kandidaten mussten die Wähler im Vier-Augen-Gespräch überzeugen und hatten nur sehr begrenzte Möglichkeiten, um Wahlkampf zu betreiben. Es nahmen insgesamt 1300 Kandidaten an der Wahl teil. Es wurde erwartet, dass nur wenige Menschen zur Wahl würden. Es gingen aber mehr Menschen zur Wahl als erwartet. Dies hing damit zusammen, dass Zia ul Haq versprach, das Kriegsrecht nach der Wahl aufzuheben. Es gelang vielen bekannten Politiker nicht, sich in ihren Wahlkreisen durchzusetzen. Es wurden viele unbekannte Politiker ins Parlament gewählt. Die politische Landschaft wurde  durch die Wahlen komplett verändert. Die meisten neu gewählten Politiker waren dazu bereit, mit der Militärregierung von Zia ul Haq zu kooperieren. Sie hofften auf ein schnelles Ende des Kriegsrechts.

## Ergebnis
Als Wahlsieger ging Muhammad Khan Junejo hervor, der zum Premierminister ernannt wurde.